# جاكوبو سانشيز لوبيز
جاكوبو سانشيز لوبيز (بالإسبانية: Jacobo Sánchez López)‏ هو سياسي مكسيكي، ولد في 20 أكتوبر 1955. حزبياً، نشط في الحزب الثوري المؤسساتي. وقد انتخب عضو مجلس النواب المكسيك.